# 廣州戰鬥 (國軍內戰)
廣州戰鬥發生於1927年12月18日，地點則是在中國廣東一帶，是國民革命軍內部所發生的內戰戰鬥之一。廣州戰鬥的交戰雙方，一方為粵軍八路軍李濟深部，另一方為繆培南部。